# Donji Smrtići
Donji Smrtići (cyr. Доњи Смртићи) – wieś w Bośni i Hercegowinie, w Republice Serbskiej, w gminie Prnjavor. W 2013 roku liczyła 452 mieszkańców.